# 톰 후퍼
토머스 조지 후퍼(영어: Thomas George Hooper, 1972년 10월 5일 ~ )은 영국과 오스트레일리아의 국적을 가진 영화 감독이다. 후퍼는 잉글랜드 런던에서 태어나 자랐고 영국인의 아버지와 오스트레일리아인의 어머니 사이에 태어난 그는 영국과 오스트레일리아의 이중 국적을 보유하고 있다. 후퍼는 10대 때 단편 영화를 만들기 시작했으며, 1992년 채널 4에서 방영된 'Painted Faces'라는 첫 번째 전문 단편 영화를 가지고 있다. 옥스퍼드 대학교에서 후퍼는 연극과 TV 광고를 연출했다. 졸업 후 그는 영국의 텔레비전 드라마 《키사이드》, 《바이커 그로브》, 《이스트엔더스》, 《콜드 피트》 에피소드를 감독했다. 후퍼는 2000년대에 BBC 의상 드라마 《러브 인 어 콜드 클리메이트》(2001)와 《다니엘 디론다》(2002), 헬렌 미렌이 주연한 ITV의 《프라임 서스펙트》 시리즈의 2003년 재공연을 위해 선정되었다. 후퍼는 힐러리 스웽크와 치웨텔 에지오포가 출연한 영국 드라마 《레드 더스트》(2004)로 장편 영화 데뷔했다. 헬렌 미렌이 주연한 HBO 필름스의 역사 드라마 《엘리자베스 1세》(2005)를 감독했다. 그는 텔레비전 영화 《롱포두》(2006)와 HBO 미국 대통령의 삶을 7부작으로 담은 《존 아담스》(2008)를 감독했다. 《엘리자베스 1세》와 《존 아담스》로 프라임타임 에미상 최우수 감독상에 후보 지명되었다. 후퍼는 영국 축구 감독 (브라이언 클러프)를 기반으로 하고 마이클 쉰이 주연을 맡은 영화 《댐드 유나이티드》 (2009)를 감독했다.
2010년 후퍼는 콜린 퍼스와 제프리 러쉬가 출연한 역사 드라마 영화 《킹스 스피치》(2010)는 비평가들에 큰 찬사를 받아 수많은 상에 후보 지명과 함께 미국 감독 조합상, 영국 아카데미상(BAFTA) , 미국 아카데미상 감독상을 수상하며 전 세계적으로 널리 이름을 알렸다. 이듬해에는 휴 잭맨이 주연을 맡은 뮤지컬 영화 《레 미제라블》(2012)과 2015년 그는 에디 레드메인이 주연한 영화 《대니쉬 걸》로 3년만에 컴백하여 영국 아카데미상(BAFTA) 등 수많은 상에 후보 지명되었다.

## 작품 목록

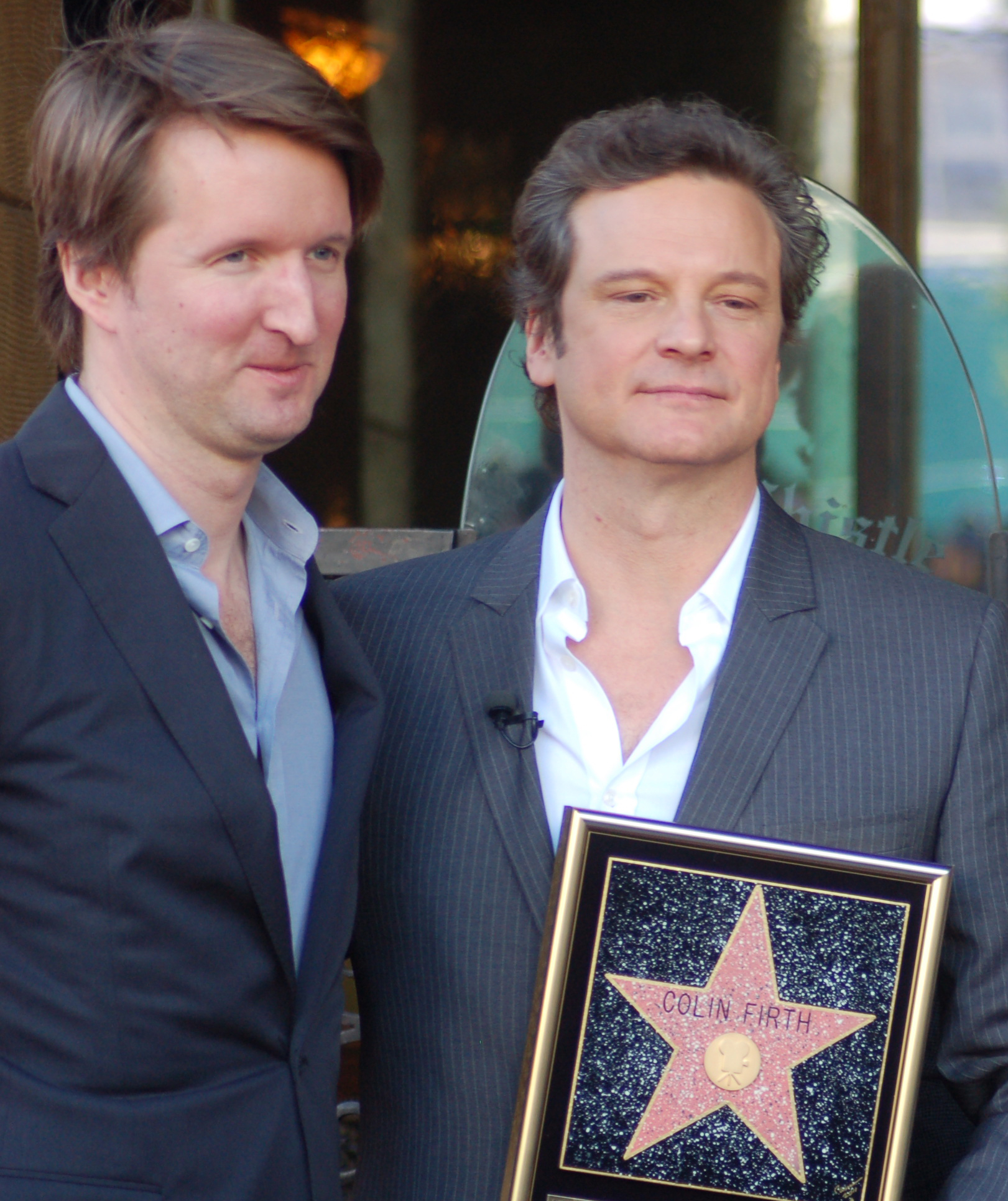
2011년 1월, 톰 후퍼와 콜린 퍼스

| 연도      | 제목                             | 역할 | 비고                                                                    |
| --------- | -------------------------------- | ---- | ----------------------------------------------------------------------- |
| 1997      | 키사이드                         | 감독 | TV 시리즈                                                               |
| 1997      | 바이커 그로브                    | 감독 | TV 시리즈 중 4개 에피소드: - 시리즈 9, Episode 17~20                    |
| 1998–2000 | 이스트엔더스                     | 감독 | TV 시리즈의 일부 에피소드                                               |
| 1999      | 콜드 피트                        | 감독 | TV 시리즈의 2개 에피소드: - 시리즈 2, 에피소드 1 - 시리즈 2, 에피소드 2 |
| 2001      | 러브 인 어 콜드 클리메이트       | 감독 | 2부작 TV 시리즈                                                         |
| 2002      | 다니엘 디론다                    | 감독 | 3부작 TV 시리즈                                                         |
| 2003      | 프라임 서스펙트 6: 마지막 목격자 | 감독 | 2부작 TV 시리즈                                                         |
| 2004      | 레드 더스트                      | 감독 | 영화                                                                    |
| 2005      | 엘리자베스 1세                   | 감독 | 2부작 HBO 미니시리즈                                                    |
| 2006      | 롱포드                           | 감독 | TV 영화                                                                 |
| 2008      | 존 아담스                        | 감독 | 7부작 HBO 미니시리즈                                                    |
| 2009      | 댐드 유나이티드                  | 감독 | 영화                                                                    |
| 2010      | 킹스 스피치                      | 감독 | 영화                                                                    |
| 2012      | 레 미제라블                      | 감독 | 영화                                                                    |
| 2015      | 대니쉬 걸                        | 감독 | 영화                                                                    |
| 2019      | 캣츠                             | 감독 | 영화                                                                    |